# メガゾストロドン
メガゾストロドン (Megazostrodon) は、中生代三畳紀後期からジュラ紀前期にかけて生息していた哺乳形類の絶滅した属。モルガヌコドン目 - メガゾストロドン科に属する。南アフリカに生息。夜行性で昆虫やミミズなどの小動物を食べていたと思われる。

## 形態
体長10 - 12センチメートル、尾長約4センチメートル。小型の昆虫食動物であった。外観は現生のツパイやトガリネズミに似ていたと推定されている。指の構造などから、おそらくは樹上棲であったと推定される。下顎を構成する歯骨の後端が半球状に膨らみ関節突起を形成、麟状骨（側頭骨の一部）の関節窩にはまり込んで顎関節を構成している。この特徴から、かつては最初期の哺乳類とされた。しかし、かつて顎関節を構成していた方形骨（後の槌骨）と関節骨（後の砧骨）は未だ顎関節の近辺に留まっていた。顎関節以外の点では、多くの点で哺乳類的な形態を見ることができる。体重に対する脳の大きさが増加し、現生群の半分ほどに達している。また内耳の蝸牛及び脳の嗅球が大きく発達していることから、聴覚と嗅覚が発達したことがうかがえる。これは、かれらが当時空白であった夜のニッチに進出したためではないかとされる。また上下の顎骨の表面には多数の筋肉の付着部の痕跡が観察された。これは、唇に可動性があったことを示している。この事は、哺乳行動と関わりが深く、おそらくメスには発達した乳腺が備わっていたと推定されている。しかし、繁殖形態は単孔類と同様の卵生ではなかったかといわれるが、胎児や卵の痕跡が発見されていないため、はっきりした事は分かっていない。